# الجنادبة الدباء (أرحب)

تعديل مصدري - تعديل

الجنادبة الدباء هي إحدى قرى عزلة شاكر بمديرية أرحب التابعة لمحافظة صنعاء، بلغ تعداد سكانها 267 نسمة حسب تعداد اليمن لعام 2004.